# Live at the BBC
Live at the BBC je treći i posljednji album uživo (live album) britanskog rock sastava Dire Straits, izdan 1995. godine. Pjesme s albuma su snimljene u doba prva tri albuma grupe. Studijske verzije prvih šest pjesama nalaze se na njihovom debitantskom albumu Dire Straits.

## Povijest
Album Live at the BBC je izdan iste godine koje je i grupa službeno raspuštena. Prema riječima samog Marka Knopflera, album je izdan jer su raspušteni Dire Straitsi još uvijek dugovali jedan album izdavačkoj kući PolyGram (danas Mercury). Tako je ovaj album bio sredstvo za oslobođanje od postojećeg ugovora, prije nego što je Mark Knopfler započeo svoju solo karijeru.  
Prvih sedam pjesama je snimljeno 22. srpnja 1978. godine za BBC-ov program "Live in Concert". Zadnja pjesma s albuma, "Tunnel of Love", snimljena je 31. siječnja 1981. godine za televizijski program BBC-a "Old Grey Whistle Test".
Ovaj album sadržava i jednu prije neobjavljenu pjesmu, "What's the Matter Baby?", koju je Mark Knopfler napisao zajedno sa svojim bratom Davidom. To je jedina pjesma u povijesti Dire Straitsa koju Mark Knopfler nije samostalno napisao. (Još postoje dvije druge pjesme Dire Straitsa na kojima Mark Knopfler dijeli zasluge za pisanje - "Money for Nothing" i "Tunnel of Love" - ali u oba slučaja pjesme je u cijelosti napisao Knopfler samo s malim doprinosom i aranžmanom drugih autora.)

## Popis pjesama
Sve pjesme je napisao Mark Knopfler, osim gdje je naznačeno.
1. "Down to the Waterline"  – 4:10
2. "Six Blade Knife" – 3:47
3. "Water of Love" – 5:29
4. "Wild West End" – 5:12
5. "Sultans of Swing" – 6:38
6. "Lions" – 5:26
7. "What's the Matter Baby?" (D. Knopfler, M. Knopfler) – 3:20
8. "Tunnel of Love" (Mark Knopfler, uvod preuzet iz mjuzikla Carousel Rodgersa i Hammersteina) – 11:56

## Osoblje
- Mark Knopfler - gitara, vokali
- David Knopfler - ritam gitara, prateći vokali
- John Illsley - bas-gitara, prateći vokali
- Pick Withers - bubnjevi
- Alan Clark - klavijature

## Glazbene liste
Album Live at the BBC je proveo 1 tjedan na glazbenoj listi Ujedinjenog Kraljevstva.

### Album
| Godina | Glazbena lista         | Pozicija |
| ------ | ---------------------- | -------- |
| 1995.  | Nizozemska             | 15.      |
| 1995.  | Švicarska              | 45.      |
| 1995.  | Ujedinjeno Kraljevstvo | 71.      |